# روسپی‌گری در یونان باستان
روسپی گری در یونان باستان (انگلیسی: Prostitution in ancient Greece) امری رایج در یونان باستان و به‌ویژه در شهر پولیس (یونان) بود و افراد زیادی از زنان و مردان را در روسپی‌خانه‌ها به دور خود جمع‌کرده بود.